# Marie Frick
Marie Frick est une ancienne joueuse française de volley-ball née le 31 mars 1985 à Toul (Meurthe-et-Moselle). Elle mesure 1,80 m et jouait au poste de passeuse.

## Clubs
| Club               | Pays      | De        | À         |
| ------------------ | --------- | --------- | --------- |
| INSEP              | France    | 2001-2002 | 2002-2003 |
| ASPTT Mulhouse     | France    | 2003-2004 | 2005-2006 |
| Vandœuvre Nancy VB | France    | 2006-2007 | 2008-2009 |
| Venelles VB        | France    | 2009-2010 | 2009-2010 |
| Schweriner SC      | Allemagne | 2010-2011 | 2010-2011 |
| SV Sinsheim        | Allemagne | 2011-2012 | 2011-2012 |

## Palmarès
- Championnat d'Allemagne
  - Vainqueur en 2011.